# アワビ

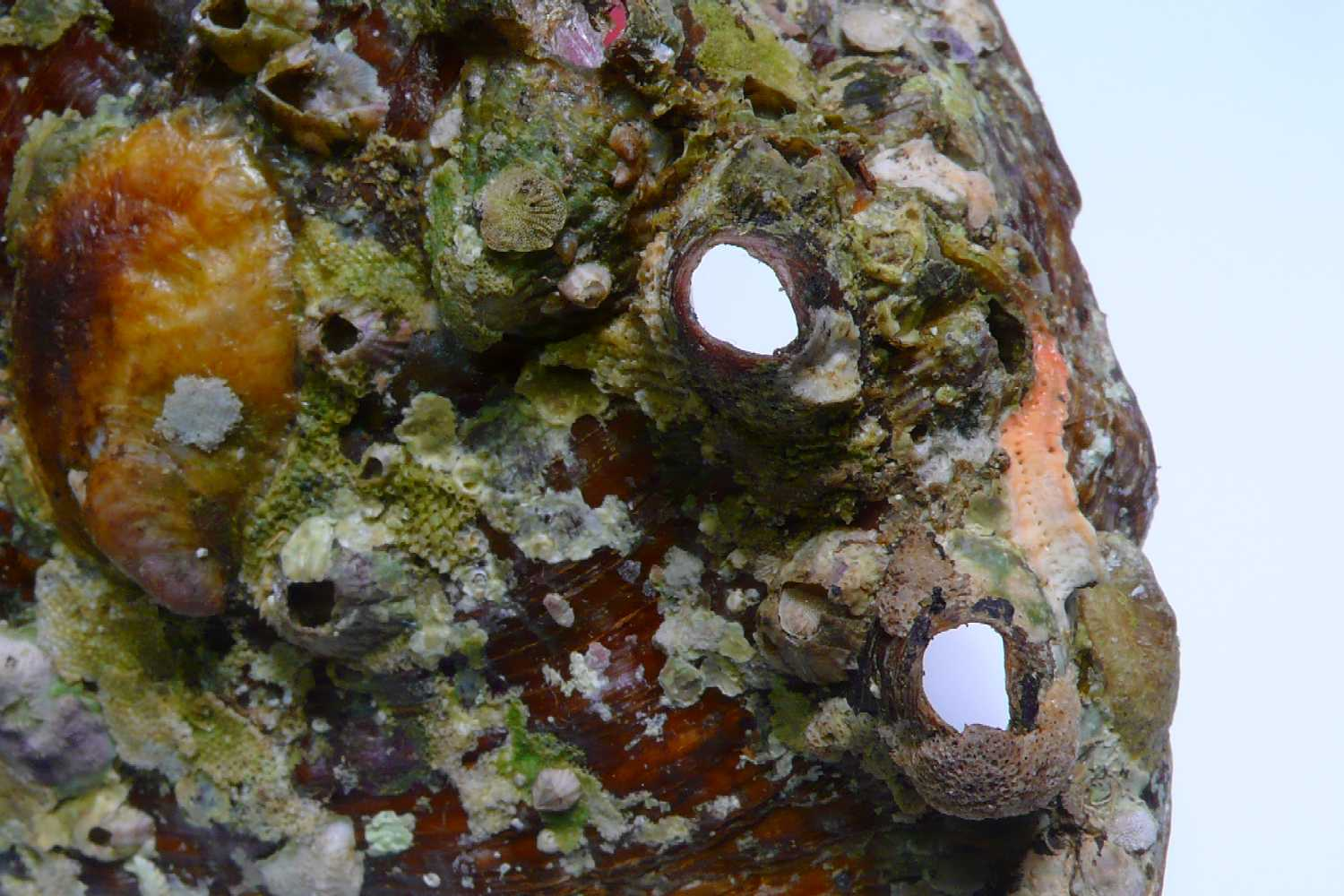
アワビの殻の穴（外側）

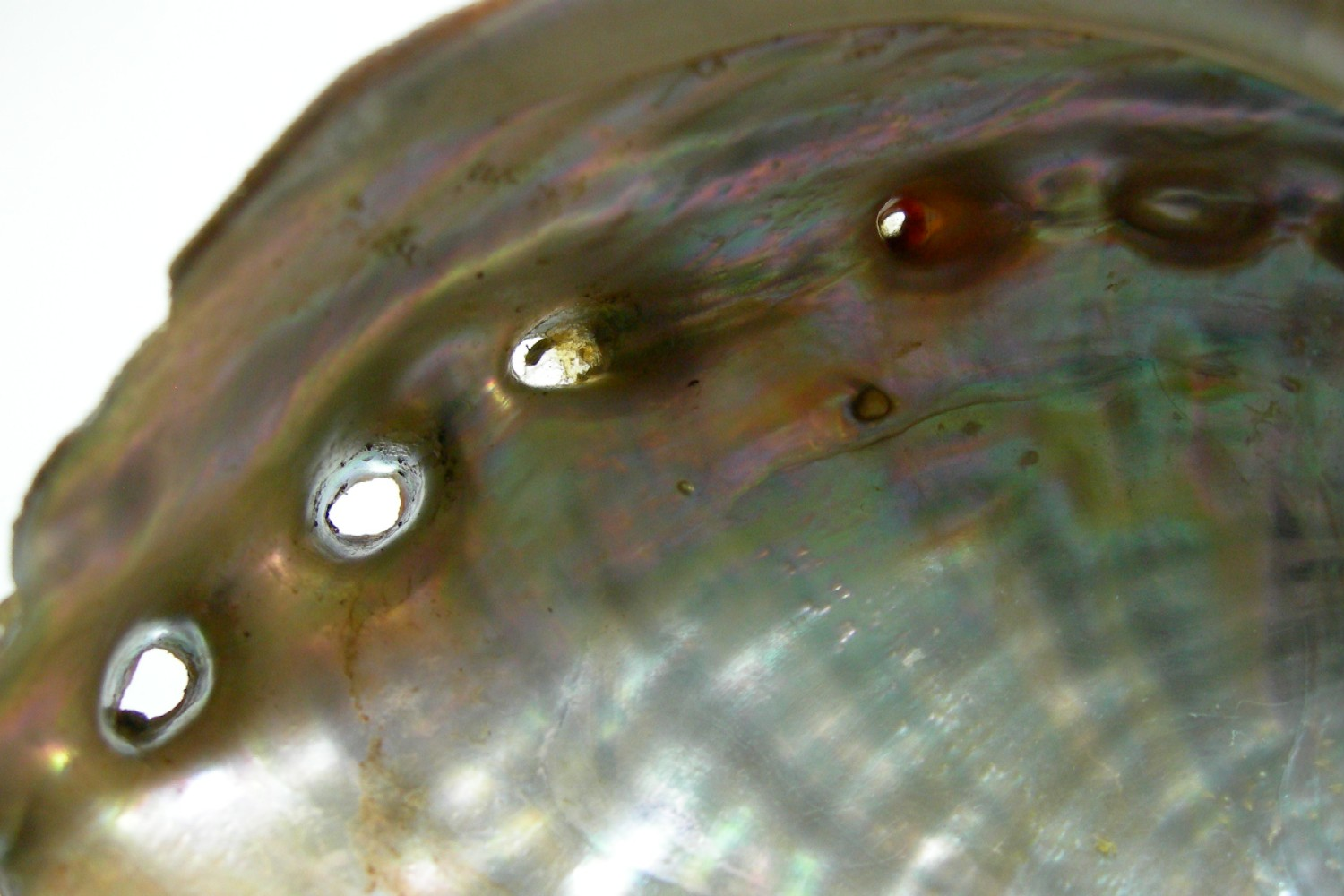
アワビの殻の穴（内側）

アワビ（鮑、鰒、蚫、英語: abalone [æbəˈləʊni]）は、ミミガイ科の大型の巻貝の総称。雌雄の判別は外見からではほぼ不可能で、肝ではなく生殖腺の色で見分ける。生殖腺が緑のものがメス で、白っぽいものがオスである。

## 生態
アワビの大きさ及び形状は種により異なるが、渦巻状に成長していく皿状の殻をもつ点では共通している。成長した殻は長径5cmから20cm程度、短径3cmから17cm程度のおおよそ楕円形であるが、後述のマダカアワビでは25cm以上となるものもある。東アジアでは、日本の北海道南部から九州、朝鮮半島および中華人民共和国北部の地域において、潮間帯付近から水深20m（マダカアワビは水深50m）程度までの岩礁に生息し、アラメ、ワカメ、コンブなどの褐藻類を食べている。主に夜行性であり、日中は岩の下や岩の間などに潜んでいることが多い。
アワビの殻の背面には数個の穴が並んでいる。この穴は鰓呼吸のために外套腔に吸い込んだ水や排泄物、卵や精子を放出するためのもので、殻の成長に従って順次形成された穴は古いものからふさがっていき、常に一定の範囲の数の穴が開いている。アワビではこの穴が4 - 5個なのに対し、トコブシでは6 - 8個の穴が開いている。また、アワビでは穴の周囲がめくれ上がっており穴の直径も大きいのに対し、トコブシでは穴の周囲はめくれず、それほど大きくは開かない。

## 分類
ミミガイ科はアワビ属(Haliotis)のみで構成される。Haliotisではなく、Nordotisとしている図鑑もある。WoRMSには、アワビ属の種として67種が記載されているが、日本には以下の種が生息している。古くから利用されてきたので様々な地方名（方言名）がある。
- クロアワビ Haliotis discus discus
  - 別名: オガイ（御貝）天皇家、伊勢神宮への奉納品という意味から来ている。
  - 別名: オンガイ（雄貝）御貝からの読み変わりだが、雌貝との対の意味になっている。
  - 別名: せぐろ 黒い殻から「せぐろ」とも呼ばれる。
  - 別名: クロガイ 殻が黒いことから。
  - 3段階ある絶滅危惧種のランクのうち、2番目に深刻な「絶滅危機（EN）」に指定されている。
  - ENDANGERED (IUCN Red List Ver. 3.1 (2001))

- メガイアワビ Haliotis gigantea
  - 別名: メンガイ（雌貝）オンガイの「オン」は雄という意味でも使われることから対比する意味で使われる。メガイアワビは産地が限られ生産量も少ないため、実際にクロアワビの雌と思われていた。
  - 別名: ビワガイ 足が黄土色（ビワ色）をしていることから来ている。
  - 3段階ある絶滅危惧種のランクのうち、2番目に深刻な「絶滅危機（EN）」に指定されている。
  - ENDANGERED (IUCN Red List Ver. 3.1 (2001))

- マダカアワビ Haliotis madaka
  - 別名: メタカアワビ（メダカアワビ）マダカ、メタカは貝殻の「目が高い」という意味。目は潮吹き穴の事。
  - 別名: アオガイ 足が緑色をしていることから来ている。
  - 3段階ある絶滅危惧種のランクのうち、2番目に深刻な「絶滅危機（EN）」に指定されている。
  - ENDANGERED (IUCN Red List Ver. 3.1 (2001))

- エゾアワビ Haliotis discus hannai - クロアワビの北方亜種だが、同一種という説もある。
  - ENDANGERED (IUCN Red List Ver. 3.1 (2001))

- トコブシ Haliotis diversicolor aquatilis
  - 別名: ゴケンジョ 「後家の女」の意で、平たい貝殻が二枚貝の殻に似ているにもかかわらず、1枚しかないありさまを夫を失った未亡人（後家）に例えたもの。

- ミミガイ Haliotis asinina

## 人間との関わり
日本列島では縄文時代や弥生時代における貝塚から他の海水産貝類とともに貝殻が出土することから、食用とされていたことがわかる。平安時代においても度々木簡にその名が登場しており、貴族が好んで食べていたことがわかる。中世から江戸時代にかけては内陸部の遺跡からも出土している。

### 万葉集におけるアワビ
『万葉集』では鮑の産地として、御食国と呼ばれる国々の他に、紀伊国が登場する。
鮑玉は宝飾だけではなく、漢方薬として用いられていたと見られる。特に貝類の真珠層には解熱作用があり、近年まで小粒の物は漢方薬として用いられていたが、現在、大半は入手しやすいアコヤガイ真珠の物に置きかわっている。現在の真珠養殖が始まる以前、この鮑玉が日本の真珠産業であったと見られる。
- 伊勢の海人　朝な夕なに　潜つぐ　鮑の片思いにして - 故事成語「アワビの貝の片想い（磯のアワビの片思い）」の元となった歌
- 伊勢の海の　海人の島津が　鮑玉　採りて後もか　恋の繁けむ
- 天地の　遠きが如く　日月の　長きが如く
押し照る　難波の宮に　我ご大王　国知らすらし
御食つ国　日々の御調と　淡路の　野島の海人の
海の底　沖つ海石に　鮑玉　多に潜き出
船並めて　仕へ奉るか　貴し見れば

### 食用

#### 鮮魚

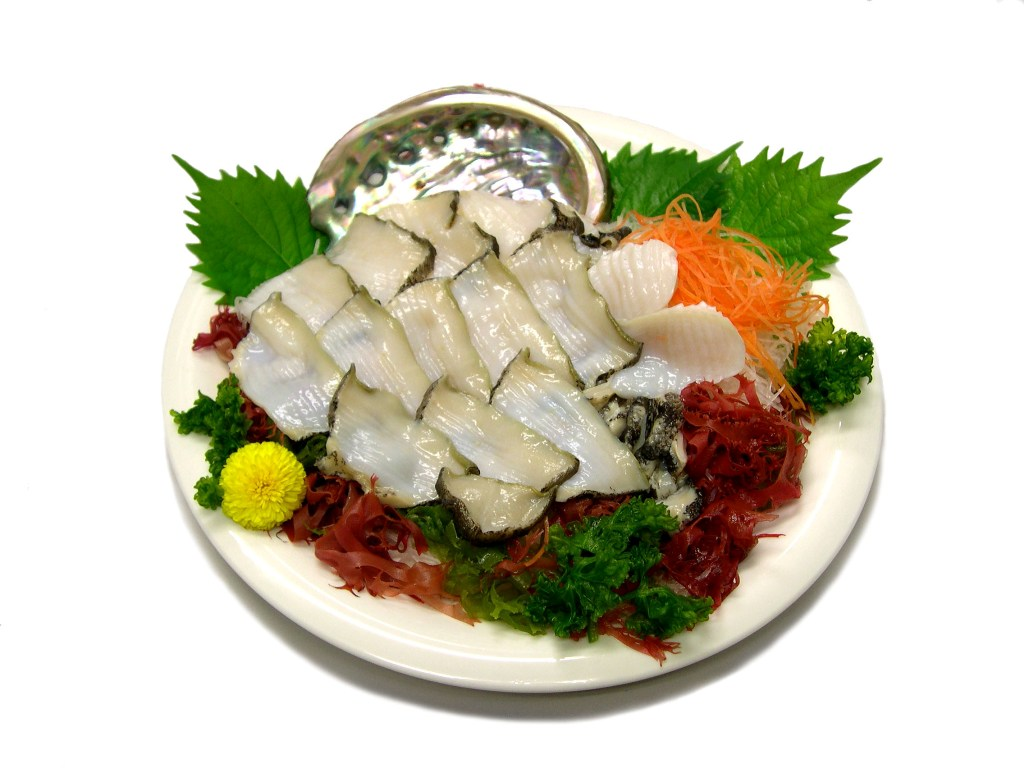
エゾアワビの刺身（茨城県産）

アワビは高級食材で、コリコリした歯ざわりが特徴。刺身、水貝、酒蒸し、ステーキ、粥などに調理される。採れたての生きの良いアワビを磯焼きにして賞味する地方もある。また地方によっては、アワビの肝も珍味として食べられる。変わったところでは、塩で硬く締めたアワビの肉を下ろし金で摩り下ろし、同量のとろろと合わせた「鮑のとろろ汁」という料理が存在する（小泉武夫著『奇食珍食』に詳しい記述あり）。
南米に生息するアッキガイ科のロコガイ（チリアワビ）やスカシガイ科のラパス貝（ラパ貝）は、食感がアワビにやや似ているが、これらの貝は分類学的にはアワビとは全く異なる種である。

#### 干し鮑

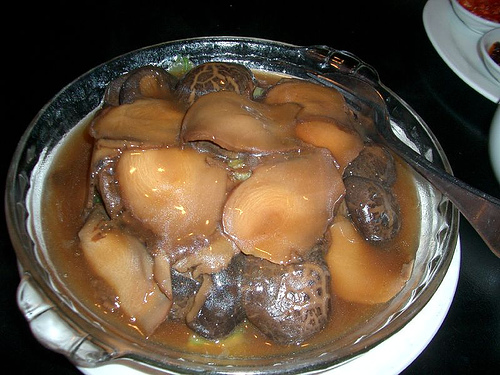
干鲍を使用した料理の例

中華料理ではアワビをゆでてから干したものを乾鮑（乾鮑 / 干鲍、拼音: gānbào ガンパオ）とよび（なお、アワビそのものは鮑魚（鮑魚 / 鲍鱼、拼音: bàoyú パオユー）と呼ぶ）、大きいものはたいへん高価でかつ珍重される。日本でも古来、内陸部で食べる鮑は羅鮑（身取り鮑）で殻から取った物を干し乾燥していた。高級な干し鮑の産地として、日本の青森県や岩手県が知られており、大間町産のもの（広東語で「禾麻鮑 オウマパーウ」）や、大船渡市吉浜産のもの（きっぴん鮑。「吉品鮑 カッパンパーウ」）は香港で非常に高値で取引されている。大きいほど高価になり、1斤（600g強）当たりの頭数で、十頭鮑（乾燥品1つの重量が60g）などと呼ぶ。遅くとも江戸時代には日本から中国（当時は清）に輸出されていた（俵物）。日本以外では、南アフリカなどのものが比較的高級とされている。
鮑（あわび）の肉を塩蔵し、煮て乾燥したものを「明鮑」といい、中国料理に用いられた。その製造は複雑かつ細心の注意を要したものであった。その工程は、除殻、加塩、洗浄、整形、煮熟、焙乾、二度煮、乾燥というふうになる。原料は、ふつう「まだか（眼高鮑）」という種類で、新鮮な損傷の無いものを用いる。「貝起」で鰓を傷つけないようにしながら貝殻を除去し、塩漬けをする。その目的は塩味を付けるとともに洗浄を容易にするためである。塩量は製品に大きく影響し、多すぎると、煮熟中に亀裂が生じやすくなり、しばしば表面に水膨ができる。塩が足りないと、肉面に黒点ができて肉が軟らかすぎて形が整わなくなる。塩漬は殻を除いた生鮑を大、中および小に分けて、4斗入の樽に並べて塩をまいて漬け込む。塩量は生肉10貫当たり、大粒なら6斤、中粒なら5斤、小粒なら4.5斤ほど。塩は表面に十分に付着するようにする。寒冷で塩が浸透しにくい時はいくらか増量し、温暖であれば減じる。塩漬けして翌朝取り出してその桶に淡水を入れ、草鞋ばきでその中に入り、残るくまなく踏んで肉面に付着した汚物、殻などを取り除く。そののち数回にわたって水洗いし（一個一個、鮑面をこすり汚物を除く）、あらかじめ煮沸している手引き加減の釜に入れる。この時、鮑は次第に縮まり、または変形するため、常に整形をし、かつ、肉が釜の底に焦げ付かないように注意しながら煮熟する。およそ1.5時間後、釜の蓋をはずし、さらに3～4時間ほど煮熟し、掬い上げて陰干し、冷却する。肉が冷却すると焙炉にかけて乾燥する。これは「水抜き」といい、よく肉を反転して均一に火が通るようにする。こうして適当なときに火から取り下ろし、放冷し、翌日、肉がなお軟らかなものに二番火を入れる。次には二度煮を行い、前回の煮熟の不足を補い、かつ、形状を固定させる。沸騰した釜に原料を再びいれ、湯が沸騰してきたら原料を掬い上げて蒸籠に並べ、風通しのよい日陰で放冷する。完全に放冷したら再び焙炉にかけてしばらく焙乾し、原料を握って我慢できないほどに熱が加えられれば取り下ろして放冷する。こうして日乾と焙乾をおおよそ晴天5～7日続けて、焙乾をやめ、日乾だけをおおよそ1ヶ月続けて完成とする。

#### 煮貝

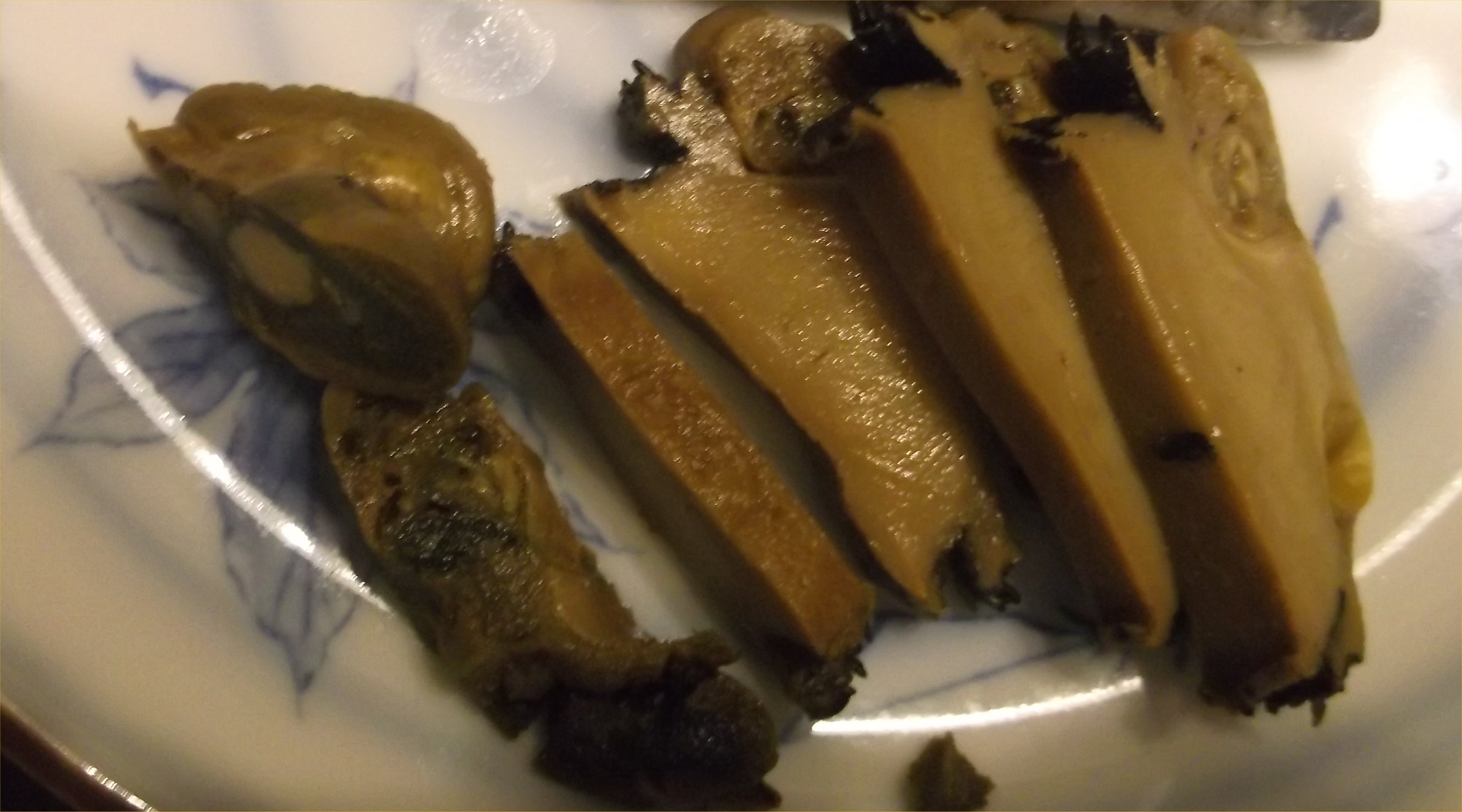
鮑の煮貝

山梨県の名産品に鮑の煮貝（あわびのにがい）がある。鮑の煮貝は高級食材である鮑（ミミガイ科のクロアワビ、メガイアワビ、マダカアワビ）を丸のまま、醤油ベースの煮汁で煮浸しにした加工食品。
起源は不明であるが、山梨県は内陸部でありつつも駿河湾を有する駿河国に近く、中世後期・近世には海産物が移入されている。武田氏居館跡や勝沼氏居館跡など戦国時代の武家居館からアワビの貝殻が出土しており、当時から内陸部においてもアワビが食用にされていたと考えられている。ただし、貝殻を外して加工され、煮貝として搬入された場合は、考古資料として残らないことも指摘される。
文献資料では江戸時代の文政12年（1829年）の笛吹市石和町に所在する篠原家文書に含まれる「御用其外日記」が初出で、形態は不明であるが「尓加以（にがい）」の文字が当てられている。また、弘化3年（1846年）の甲府徽典館の学頭・林靏梁の日記である『林靏梁日記』では夏の贈答品として用いられている「煮鮑」「生鮑の塩漬け」が記録されており、江戸後期においては醤油を用いた煮貝は塩漬けと区別されていたことが確認される。

#### 食中毒
希に、春先のアワビ類の中腸腺の摂食により、光過敏症の中毒症状を発症することがある。これは、アワビの餌である海藻のクロロフィルに由来するピロフェオホルバイドaとクロロフィルaによる物であるが、季節性を持つ蓄積の理由は明らかになっていない。この光過敏症に関しては、東北地方には「春先のアワビの内臓を食べさせるとネコの耳が落ちる」という言い伝えがある。
中腸腺の摂食後、日光に当たり1-2日で、顔面、手、指に発赤、はれ、疼痛などを起こす。重症例では、やけどの様な水泡を生じ化膿することもある。全治には3週間程度を要する。対策は、春先に中腸腺を摂食しないこととなるが、色で見分けることもできる。
- 無毒な中腸腺：灰緑色ないし緑褐色、有毒な中腸腺：濃緑黒色

### 薬用
中国医学ではアワビ属のミミガイ、フクトコブシ、エゾアワビなどの貝殻を、「石決明」（せきけつめい）と称して、薬用にしてきた。「清肝明目」（せいかんめいもく）、即ち、肝機能を改善し、同時に目の機能を高める効果があるとする。主成分は炭酸カルシウムであるが、現在は中国においても日本においても局方には入っていない。

### セラミック
アワビの貝殻は大変丈夫でハンマーで叩き割ろうとしても簡単には割れないほどであり、アワビの貝殻の構造をヒントに割れにくい丈夫なセラミックの開発が進められている。このセラミックは宇宙船や人工関節、義歯、省エネ素材などへの利用が期待されている。

### その他
貝殻をボタンやネクタイピン、真珠、ネックレス、指輪等の装身具などに用いる。また、殻の裏側には非常に美しい真珠光沢（干渉色）があり、ごく薄く切り出したものを螺鈿細工などの工芸材料に用いる。
また、鮑玉と呼ばれる天然真珠を作り出すことに着目し、殻の真珠層を利用して真珠の養殖に使われることもある。

### 漁業

#### 養殖・放流事業
養殖の稚貝には餌として、褐藻類を与えるものと、人工飼料やアラメ等を与えるものがある。後者は、殻が青から緑色になっており、成貝となってもこの色が消えることはない。

#### 陸揚げ漁港
- 2002年度（平成14年）

第1位 - 下津井漁港（岡山県）
第2位 - 泊漁港（宮城県）
第3位 - 萩漁港（山口県）
第4位 - 牟岐漁港（徳島県）
第5位 - 北上漁港（宮城県）
注：漁獲量は年度により異なる。また、貝も同種ではない。市町村単位、県単位でも順位が異なる。

#### 密漁
密漁の対象となりやすく、2018年現在、日本で流通するアワビの45％が密漁品であると推測する者もいる。
その結果として、比較的よく利用される世界の54種のうち20種について、天然物が絶滅の危機にある。

### 神事としてのアワビ
熨斗鮑（のしあわび）
細く切った鮑を乾燥させた物で、祝い事に配られる。伊勢神宮での神事に使用される国崎（三重県鳥羽市国崎町）産の熨斗鰒にちなみ、御師が縁起物として配りだしたのが一般に広まったきっかけである。進物にも熨斗鮑を添付するのが正式であるが、次第に簡略化して熨斗鮑を図案化した物を印刷した熨斗紙で済ませることが多くなった。
平瓮
神社によっては、平瓮（直径10cm程度の白い皿）を陶器ではなく鮑の貝殻を使用することがある。
鮑結び、鮑返し
水引で用いられる結び方

### アワビに関する俗信
日本全国で様々な俗信がある。次にその一部を記す。
- アワビの殻を出入り口に吊す

魔除けや伝染病除けなどに効果があると云われる（北海道・岩手・佐賀・青森・奈良・福岡・佐賀他）。
- 民間療法
  - 妊婦が食べると髪が抜けない（広島・佐賀）。
  - 妊婦が食べると子供が眼病にかからない（福岡）、目が澄んだ子供になる（三重）。
  - 眼病に効果がある（青森・石川）。
  - 殻の粉を骨折の際に飲む（岡山）。
  - 傷が早く治る（三重）。
  - ネコにアワビの内臓を与えると耳が落ちる（東北地方）。
- 御神体
  - 出雲大社の御神体は巨大な「九穴アワビ」であるという逸話がある[11]。

### アワビを使ったことわざ
磯の鮑の片思い（いそのあわびのかたおもい）
常に相手を思っている状態のことを表したことわざで、アワビはアサリやシジミのような二枚貝ではないため、ピッタリの貝が無く、相手を常に思う状態であるということに例えた言葉である。

## 中国の姓
漢族には「鮑」（鮑 / 鲍、拼音: Bào バオ）という姓がある。「管鮑の交わり」で有名な鮑叔もその姓をもつ者のひとりである。

## その他の写真

外側はフジツボや海藻など他の生物が付着し、海の中では擬態している。
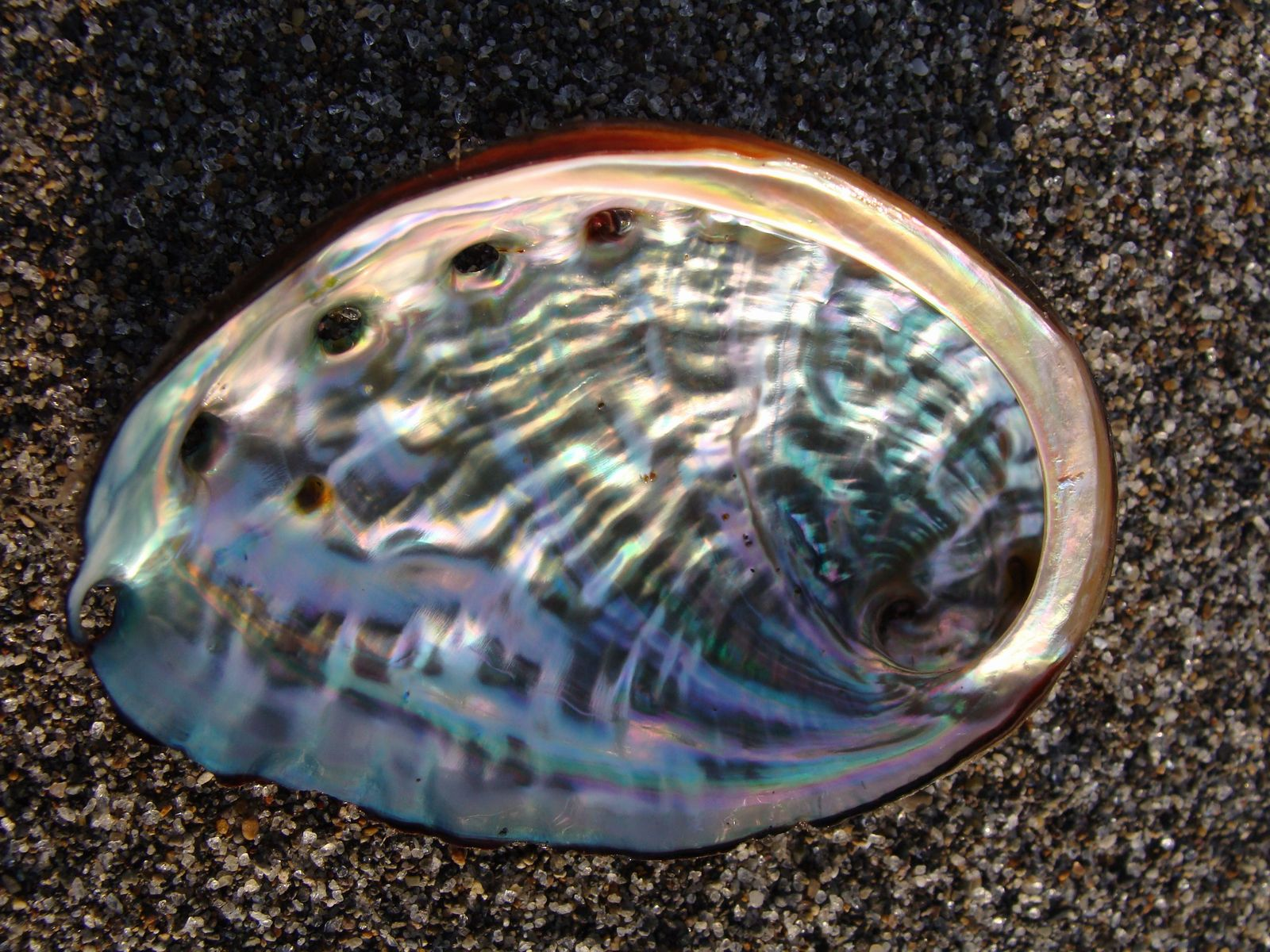
内側は光が当たると虹色に光る。